# Laelia heringi
Laelia heringi är en fjärilsart som beskrevs av Schultze 1934. Laelia heringi ingår i släktet Laelia och familjen tofsspinnare. Inga underarter finns listade i Catalogue of Life.